# Der Mann, der niemals starb
Der Mann, der niemals starb (Originaltitel: The Man Who Wouldn't Die) ist ein US-amerikanischer Film-Thriller aus dem Jahr 1994 von Regisseur Bill Condon mit Roger Moore, Nancy Allen und Malcolm McDowell in den Hauptrollen.

## Handlung
Der britische Krimiautor Thomas Grace (Roger Moore) ist der Verfasser erfolgreicher Serienromane. Heute lebt er aber in den USA und arbeitet als Journalist für eine regionale Zeitung. Den Bösewicht dieser Serie erschuf er nach realem Vorbild des Mörders Bernhard Drake. Dieser ist nun angeblich im Gefängnis während eines Brandes verstorben, meldet sich aber bei Grace. Niemand glaubt ihm. Doch wenig später beginnt in London eine Mordserie, die mit Graces Büchern übereinstimmt. Doch Grace lässt nichts unversucht und begibt sich auf die Suche nach Bernhard Drake und kann ihn im letzten Moment durch die Hilfe der attraktiven Studentin und Kellnerin Jessie aufhalten, welche über die Gabe des „zweiten Gesichts“ verfügt.

## Hintergrund
- Der Film war Roger Moores erste Arbeit für das Fernsehen seit sechzehn Jahren.
- Der Film feierte am 29. Mai 1995 auf ABC Premiere.

## Kritik
„Ein liebenswert altmodischer Krimi ohne aufgesetzte Brutalitäten. Stellenweise zwar unglaubwürdig konstruierte, jedoch insgesamt spannende Unterhaltung der sanfteren Art.“

„Gepflegter, haus-backener Psychoterror.“

„Gepflegter Briten-Thriller mit viel Atmosphäre, bekannten Stars, sowie den nötigen Prisen Ironie und schwarzem Humor. Als schriftstellender Fahnder ist Co-Produzent und Ex-007 Roger Moore zu erleben, der sich diesmal betont snobistisch und arrogant gibt. Unterstützt wird er von Nancy Allen (‚Robocop‘, ‚Dressed To Kill‘), während Parade-Bösewicht Malcolm McDowell (‚Caligula‘, ‚Uhrwerk Orange‘) als genialer Killer alle Trickregister zieht. Trotz etwas altmodischer Machart werden Krimifans aller Coleur [sic!] solide unterhalten.“

„Warum gibt es nicht mehr Fernsehfilme mit dem gleichen schwarzen Sinn für Humor wie diesen? […] Großartiges Material, mit voller Höchstleistung inszeniert von Bill Condon und mit herrlich übertriebenen Auftritten von Roger Moore, Malcolm McDowell und Nancy Allen. Dies ist sicherlich anderthalb Stunden jedermanns Zeit wert.“

## Synchronisation
Der Mann, der niemals starb wurde von der Legard Synchron GmbH synchronisiert. Die Dialogregie führte Michael Richter nach einem Dialogbuch von Gabriele Böhm.
| Rolle                            | Darsteller       | Synchronsprecher |
| -------------------------------- | ---------------- | ---------------- |
| Thomas Grace/Inspector Fulbright | Roger Moore      | Lothar Blumhagen |
| Jessie Gallardo                  | Nancy Allen      | Evelyn Maron     |
| Bernard Drake/Ian Morrissey      | Malcolm McDowell | Reinhard Kuhnert |
| Henrys Sekretärin                | Teryl Rothery    | Velia Krause     |